# Tana Mongeau
Tana Mongeau (sinh ngày 24 tháng 6 năm 1998) là một nhân vật Internet người Hoa Kỳ.

## Cuộc sống
Mongeau sinh ngày 24 tháng 6 năm 1998 ở Las Vegas, Nevada.